# L'Union sacrée
Pour les articles homonymes, voir Brothers in Arms et Union sacrée.
Pour plus de détails, voir Fiche technique et Distribution.
L'Union sacrée est un film français réalisé par Alexandre Arcady, sorti en 1989.

## Synopsis
En 1988, Simon Atlan, policier de la brigade des stupéfiants et juif d'Algérie est à Sète pour arraisonner un cargo dont l'équipage et le capitaine sont des trafiquants de drogue et d'armes. Parmi eux, Karim, de confession musulmane, se révèle être un policier qui était en mission d'infiltration. La rencontre entre les deux hommes est plutôt houleuse.
De retour à Paris, Karim reçoit les excuses du commissaire Joulin, le supérieur de Simon Atlan. Il postule à la brigade des stupéfiants et a ainsi pour nouvel associé Simon Atlan. Leur mission : démanteler un réseau de cocaïne très pure qui se répand dans les lycées parisiens.
Karim et Simon sont obligés de travailler ensemble, malgré leur mésentente et des convictions religieuses antagonistes. Très vite, Simon découvre que son partenaire n'est pas un policier mais un membre de la DGSE, et que derrière le réseau de drogue sur lequel ils enquêtent se cachent des islamistes radicalisés missionnés par un pays du Moyen-Orient dont un des diplomates, un certain Ali Radjani, sous couvert de son immunité diplomatique, recueille des marginaux immigrés clandestins qu'il nourrit, loge, blanchit, et à qui il bourre le crâne de discours djihadistes violents dans le but de les fanatiser.

## Fiche technique
- Titre : L'Union sacrée
- Réalisation : Alexandre Arcady
- Scénario : Alexandre Arcady, Daniel Saint-Hamont, Pierre Aknine
- Musique : Jean-Jacques Goldman et Roland Romanelli
  - Thème de Lisa : Paroles et musique : Jean-Jacques Goldman, interprété par Jean-Jacques Goldman
  - Brothers : écrit par Michael Jones, interprété par Carole Fredericks
- Photographie : Robert Alazraki
- Montage : Joële van Effenterre et Anne-Marie Leduc
- Son : Alain Sempé
- Ingénieur du son (mixage) : William Flageollet et Jean-Paul Loublier
- Réalisateur deuxième équipe : Marc Angelo
- Production : Alexandre Arcady
  - Production exécutive : Robert Benmussa
  - Production associée : Jean-Bernard Fetoux
  - Coproduction : Alexandre Films, S.G.G.C et FR3 Films Productions
- Pays de production :  France
- Genre : Policier
- Durée : 122 minutes
- Date de sortie : France, 15 mars 1989

## Distribution
- Richard Berry : Karim Hamida
- Patrick Bruel : Simon Atlan
- Bruno Cremer : Joulin
- Claude Brasseur : le colonel Revers
- Saïd Amadis : Ali Radjani
- Corinne Dacla : Lisa Vernier, l'ex-femme de Simon
- Marthe Villalonga : Blanche Atlan, la mère de Simon
- Amidou : le "Kabyle"
- Hammou Graïa : Mouloud
- Lucien Layani : l'oncle Jacob
- Michel Albertini : Azzedine
- Tom Hygreck-Egry : Jérémie
- Thierry Beccaro : Santoni
- Jean-Claude de Goros : Colas
- Pierre Vielhescaze : Ménard
- Constantin Alexandrov : le capitaine
- Maurice Berry : le père de Karim
- Malek Kateb : l'ambassadeur
- Christian Fella : Hocine
- El Kebir : Kada
- Daniel Saint-Hamont : le journaliste
- Pierre Aknine : Norbert
- Robert Benitah : Omar
- Nabil Massad : Daoud
- Charlotte Véry : Sylvie
- Nathalie Guérin : Nelly
- Nicolas Garaud : le médecin
- Catherine Deserbais : la femme au tchador
- Salah Riahi : le mollah
- Meyonk Békaté : le diplomate africain
- Robert Benmussa : le passant
- Léon Cohen : le rabbin
- Samy Layani, Pierre Abbou et Ilan Zaoui : des hommes armés
- Corinne Anxionnaz : assistante expo
- Fabrice Bagni, Gilles De Paepe, Jean-Christophe Sylla, Patrick Rousseau, Jacques Delahaye, Manuel Galliot et Alain Vildieu : membres du groupe Joulin
- Samir Siad : un tueur
- Mouss Diouf : l'homme à tout faire du "Kabyle"
- Alexandre Jouan : l'enfant au skate place du Trocadéro

## Autour du film
- Parmi les lieux de tournage, on peut citer :
  - l'angle de la rue de Chartres et la rue de Fleury, dans le 18e arrondissement de Paris (quand Simon et Karim planquent de nuit dans la voiture)
  - la place Saint-Ferdinand, dans le 17e arrondissement (scène où Mouloud est rejoint par son commanditaire)
  - le Palais de Chaillot, dans le 16e arrondissement (lorsque Karim rencontre Lisa),
  - le restaurant anciennement situé au 7 rue des Rosiers, dans le 4e arrondissement (restaurant de la mère de Simon et scène de la fusillade)
  - le parvis de la Basilique du Sacré Cœur, dans le 18e arrondissement (lorsque Lisa quitte Karim au petit matin)
  - le croisement du boulevard de la Chapelle et de la rue de Tombouctou, dans le 18e arrondissement (scène de police après la fusillade du hammam)
  - la rue des Ciseaux dans le 6e arrondissement (lorsque Lisa est prise à partie dans la rue par Radjani)
  - la place Jacques Rueff, face à la Tour Eiffel, dans le 7e arrondissement (scène finale lorsque la voiture explose)
- Alexandre Arcady retrouve sur ce film ses deux acteurs fétiches Richard Berry et Patrick Bruel. Ils avaient déjà joué ensemble dans Le Grand Carnaval (1983) du même réalisateur. L'acteur Lucien Layani a également joué le rôle de l'oncle Jacob dans ces deux films.
- Une photo de Roger Hanin est visible. Dans le film, cette photo est celle du père de Simon (Patrick Bruel) mais en réalité elle a été prise sur le tournage du film Le Coup de sirocco (1979) d'Alexandre Arcady. Une photo de Corinne Dacla adolescente est également visible. Cette photo a été prise sur le tournage du film Diabolo menthe (1977) de Diane Kurys, dans lequel Corinne Dacla joue le rôle d'une camarade de classe des deux héroïnes.
- La voiture dans laquelle Ali Radjani quitte l'ambassade porte la plaque diplomatique 80 CD 33 qui correspond en fait à une plaque du Népal alors que d'après le scénario elle devrait porter une plaque d'un pays du Moyen-Orient.
- Une suite est prévue, toujours réalisée par Alexandre Arcady. L'action se déroulerait à Marseille mais serait sans lien direct avec le premier opus. Le tournage devrait commencer début 2018[1].
- Le cargo, au début du film, porte le nom de ''Sian'', alors que la dépêche AFP annonçant son arraisonnement emploie le nom ''Siam''.
- Le restaurant pris pour cible lors de la fusillade fait référence à l'attentat de la rue des Rosiers.
- A la fin du film, la scène sur la grue Liebherr a été tournée en partie avec Patrick Bruel lui-même.
- Un film de 1915, réalisé dans le contexte de la première guerre mondiale, porte le même titre.

## Invraisemblances
- Un officier de la DGSE ne révélerait pas son identité professionnelle à un policier, encore moins en pleine rue.
- Il est douteux que les services français puissent organiser un attentat sur la personne d'un diplomate expulsé. Le bandeau placé à la fin du film reconnaît d'ailleurs cette invraisemblance, tout en désavouant la loi du Talion.